# Giovanni Caroto
Giovanni Caroto (Verona, 1488 – 1566) è stato un pittore italiano.
Appartenente alla scuola veronese di pittura, fu fratello minore di Giovan Francesco Caroto, anch'egli pittore. Nel corso della sua vita si interessò molto anche all'architettura, realizzando numerosi disegni in cui ricostruì Verona in epoca romana. Il suo stile fu particolarmente aderente alla tradizione veneziana di quel periodo, traendo ispirazione da artisti quali Giovanni Bellini, Girolamo Dai Libri e Vittore Carpaccio. Secondo Giorgio Vasari,  Giovanni è stato, insieme al più giovane Antonio Badile, uno dei maestri del pittore manierista, Paolo Veronese, attivo principalmente a Venezia.

## Biografia

### Esordi

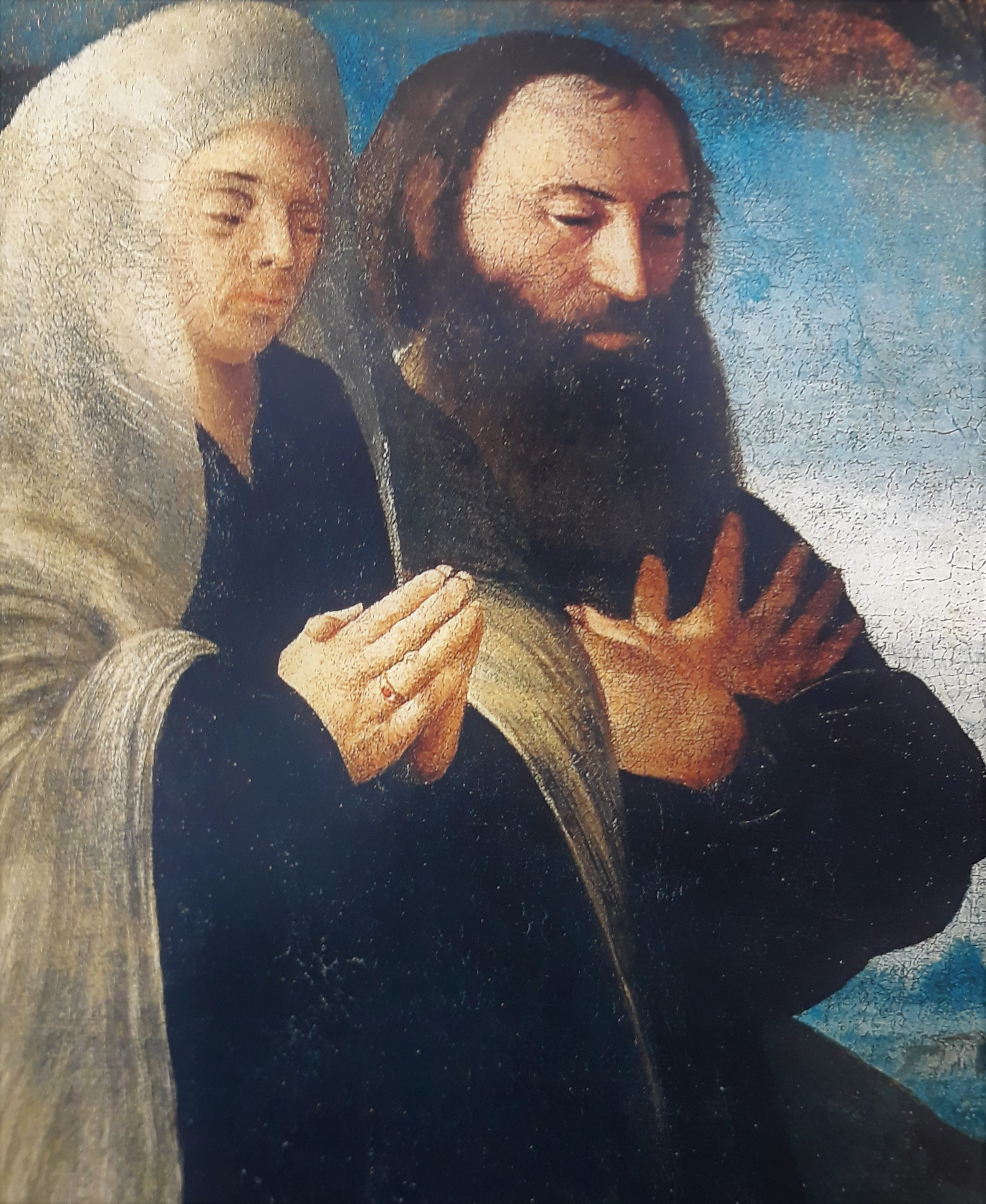
Due oranti, di Giovanni Caroto. Inizialmente dipinto per la cappella san Nicolò nella chiesa di Santa Maria in Organo e ora al Museo di Castelvecchio di Verona. Probabilmente è il suo autoritratto e quello della moglie.

È difficile ricostruire la sua biografia per via dei numerosi errori che si sono protratti nel tempo per la confusione che si è fatta con la vita del fratello minore, il pittore Giovan Francesco Caroto. Grazie ad un testamento redatto nel 1562, in cui asserisce di avere 74 anni di età, sappiamo che nacque tra il 1488 e il 1489 nella casa di famiglia nei pressi della chiesa di Santa Maria in Organo.
Si ritiene che la famiglia fosse originaria da Caravaggio ed era giunta a Verona già da diversi anni; con un’istanza inoltrata il 3 febbraio 1499 dallo zio del pittore, don Stefano di fu Berin Baschi da Caravaggio, cappellano di Santa Maria in Organo, si richiedeva al Consiglio di ottenere la cittadinanza veronese poiché già da molti anni viveva qui. Il padre, Pietro Baschi, abbandonò il cognome originario a favore di Caroto probabilmente per via della spezieria che possedeva in piazza delle Erbe e la cui insegna recava “Caro” o “Charo”.
Poco sappiamo della sua formazione artistica. Tra le prime opere a lui ascrivibili, una Annunciazione posta al lato della cappella maggiore della chiesa di San Giorgio in Braida, datata 1508. dipinse una Madonna tra i santi Stefano e Martino e il donatore per la chiesa di San Giovanni in Fonte (firmata "Joanes MDXIIII"), oggi nel duomo, seguita nel 1515 da una Madonna in trono tra i santi Pietro e Paolo per San Paolo in Campo Marzio. Sono gli unici suoi dipinti firmati e datati. Ad essi si aggiungono, per motivi documentari, gli Arcangeli Michele e Raffaele, affrescati all'esterno della cappella Fontanelli in Santa Maria in Organo, ed il Ritratto di fra' Giovanni nella sacrestia della stessa chiesa, avendo nel 1530 ricevuto pagamenti per entrambe  le opere. Vasari ricorda, sempre a Santa Maria in Organo, la pala Ritratto del pittore con la moglie Placida, probabilmente il suo capolavoro della produzione più matura, posta inizialmente nella cappella di San Nicolò e poi perduta in un incendio con l'eccezione di un frammento con Due oranti, oggi a Castelvecchio.

### Maturità

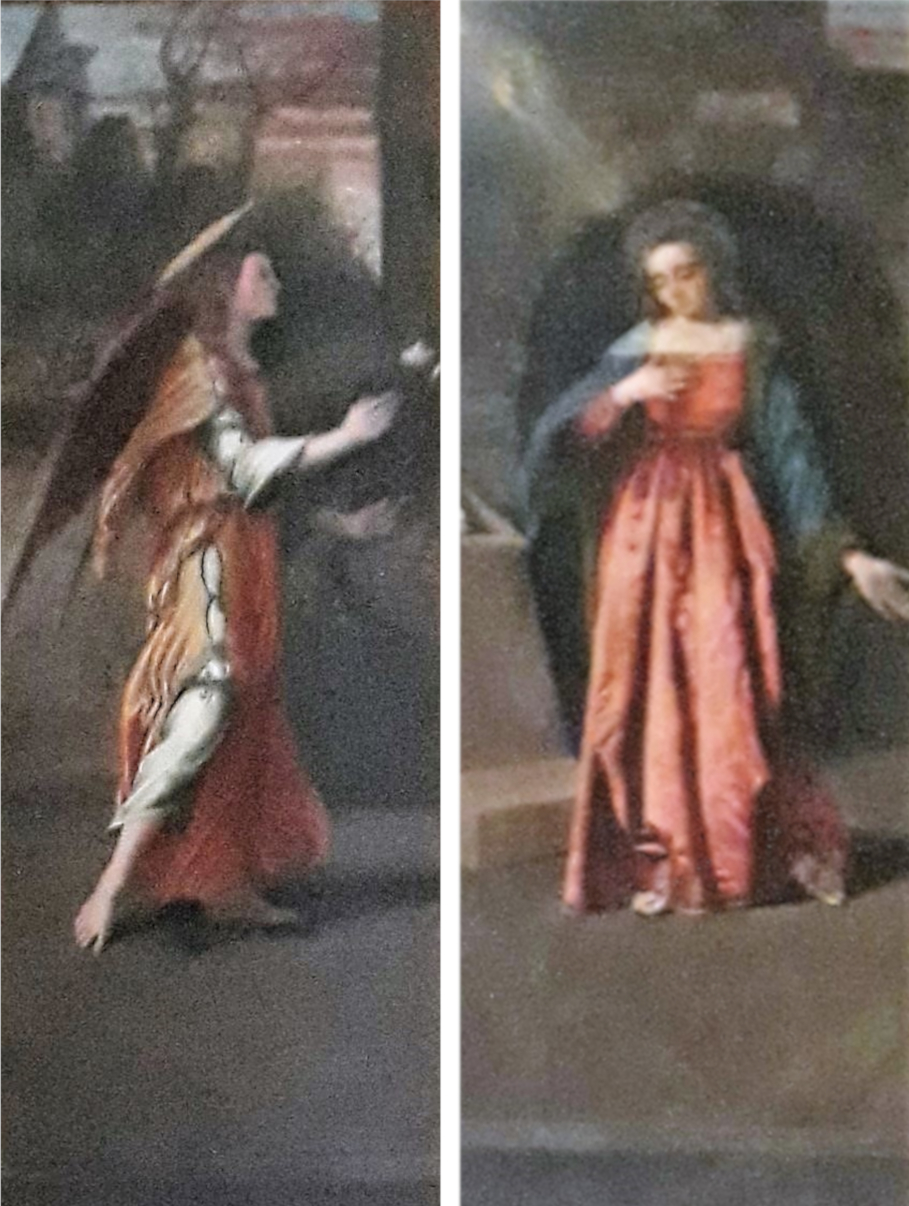
Giovanni Caroto, Annunciazione, chiesa di San Giorgio in Braida a Verona.

Nonostante la sua affermazione come pittore nell’ambito cittadino, la pittura fu per lui sempre un’occupazione secondaria preferendo dedicarsi maggiormente allo studio dell'architettura antica. Vasta è, infatti, la sua produzione di disegni in cui ricostruisce i monumenti di Verona di epoca romana. Nel 1560 pubblicò De la Antiqita de Verona con novi agionti, traduzione in volgare del trattato sulle antichità veronesi di Torello Saraina De origine et amplitudine civitatis Veronae, edito nel 1540. Entrambi i volumi presentano un ricco corredo iconografico di disegni architettonici ad opera del Caroto.
Ormai in tarda età, lo troviamo a lavorare ad un ciclo di affreschi per Villa Del Bene a Volargne (comune di Dolcè) in collaborazione con il fratello e al giovane Domenico Brusasorzi. La sua mano è particolarmente visibile nelle varie scene, nelle finte cornici e nella sala del camino.
Segnato dalla malattia e dai lutti famigliari, nel 1555 redige un testamento che, tuttavia, riscriverà nel 1562, in cui affermerò, nonostante tutto, di essere "sanus... mente et intellectu ac etiam corpore". Muore vedovo e senza figli poco dopo; Vasari ne Le Vite riporta: "si morì, essendo molto lieto per vedere alcuni suoi discepoli in buona reputazione, cioè Anselmo Canneri e Paulo Veronese".

## Stile
Se nel il lavoro del più celebre fratello si notano contaminazioni di diversi correnti artistiche coeve, lo stile di Giovanni aderisce più strettamente alla tradizione veronese e veneziana. Già nelle sue prime opere si nota chiaramente l'ispirazione tratta da artisti quali Domenico Morone, Il Cavazzola e Girolamo Dai Libri. Tappeti dai vellutati colori, drappeggi impregnati di intensa luce, ricami raffinati delle orlature e pregiate tessiture delle stoffe, sono elementi frequenti della sua produzione pittorica, così come le vedute i paesaggi naturali, ricchi di sfumature cromatiche, posti sullo sfondo.
Pur avendo privilegiato Verona come luogo di lavoro e non avendo spesso lasciato la città natale, Giovanni Caroto si recò certamente almeno una volta a Venezia dove poté ammirare e studiare le opere di Giovanni Bellini e Vittore Carpaccio da cui trasse importanti insegnamenti, pur non abbandonando mai lo stile della scuola veronese di pittura.

## Opere
Di seguito sono riportate alcune delle principali opere di Giovanni Caroto:
- Sposalizio di santa Caterina, olio su tela, Mezzane di Sotto, Chiesa Parrocchiale
- Madonna col Bambino e Santi, 1514, olio su tela, 183x143 cm, Verona, Duomo
- Sante Lucia e Apollonia, olio su tele, 268x67 cm, Verona, Chiesa di Santa Eufemia (attribuzione incerta)
- Annunciazione, 1508 circa, olio su tele, 258x82 cm, Verona, Chiesa di San Giorgio in Braida
- Arcangeli Michele e Raffaele, 1530 circa, affreschi, Verona, Chiesa di Santa Maria in Organo
- Ritratto di fra' Giovanni da Verona, affresco, Verona, sagrestia della Chiesa di Santa Maria in Organo
- Ritratto di fra' Bartolomeo Martini, olio su tela, Lovere, Accademia Tadini
- Madonna in trono tra i santi Pietro e Paolo, 1515, olio su tela centinata, 426x283 cm, Verona, Chiesa di San Paolo in Campo Marzio
- Due oranti, 1530 circa, olio su tela, 80x35 cm, Verona, Museo di Castelvecchio
- Madonna in gloria tra i santi Lorenzo e Gerolamo, olio su tela, 167x117 cm, Verona, Museo di Castelvecchio
- San Paolo e san Giorgio, olio su tele, 155x56 cm, Verona, Museo di Castelvecchio